# Filialkirche Pfongau

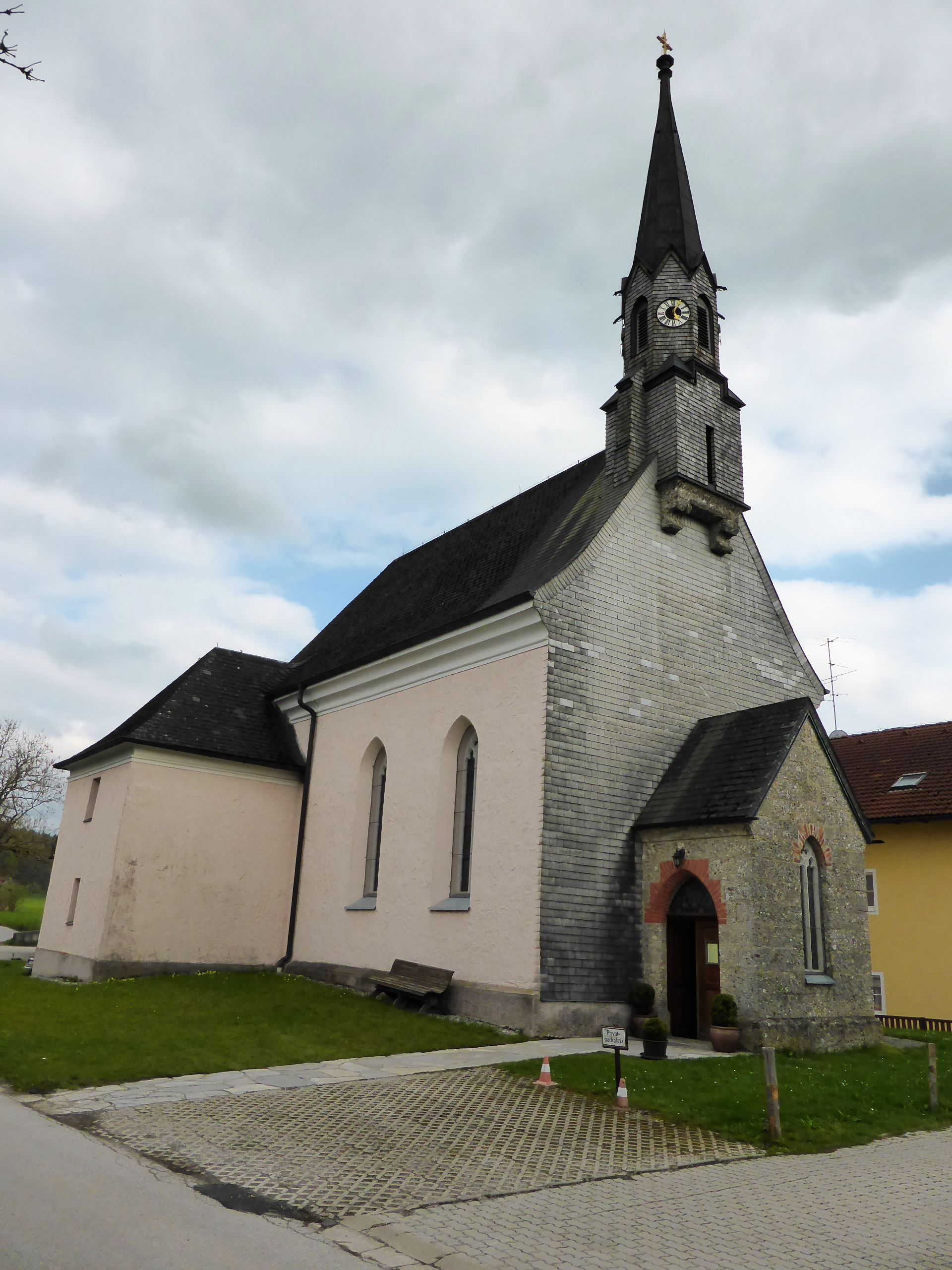
Katholische Filialkirche hl. Martin in Pfongau

Die römisch-katholische Filialkirche Pfongau steht im Süden des Dorfes Pfongau in der Stadtgemeinde Neumarkt am Wallersee im Bezirk Salzburg-Umgebung im Land Salzburg. Die dem Patrozinium des Heiligen Martin von Tours unterstellte Filialkirche der Pfarrkirche Neumarkt am Wallersee gehört zum Dekanat Köstendorf in der Erzdiözese Salzburg. Die Kirche steht unter Denkmalschutz (Listeneintrag).

## Geschichte
Die Kirche wurde 1931 restauriert. Im Jahr 1984 wurden bei einer Grabung Reste von vier Vorgängerbauten gefunden. Die erste Kirche aus dem 8. Jahrhundert war ein Holzbau. 1960 erfolgte eine Außenrestaurierung.

## Architektur
Die spätgotische Saalkirche trägt einen neogotischen Dachreiter. Der Kirchenbau mit einem Dreiseitschluss hat zweibahnige erneuerte Maßwerkfenster. Ein neugotischer Portalvorbau schützt das spätgotische Westportal mit einem gekappten Kielbogen mit Profilierung und Verstäbung mit einem neugotischen Holztor. Der neugotische achtseitige Dachreiter ruht auf Kragsteinen. Nordseitig steht ein zweigeschoßiger Sakristei- und Oratoriumsanbau von 1675.
Der Kircheninnere zeigt einen vierjochigen Saalraum mit einem Dreiachtelschluss unter einem Netzrippengewölbe auf Konsolen. Das Sakristeiportal ist verstäbt. Der Fußboden ist mit Platten aus Rotmarmor ausgelegt.
Die Ausmalung entstand 1909. Die ornamentale Glasmalerei schufen die Gebrüder Daree aus München 1862.

## Einrichtung
Die neugotische Einrichtung ist ein Hochaltar, er trägt in einer Arkade die Statue hl. Martin, eine Kanzel und eine Orgel auf einer flachen Holzempore. Das Orgelwerk baute Albert Mauracher.
Ein Schnitzrelief Mariä Krönung in der Art von Hans Waldburger ist aus dem frühen 17. Jahrhundert. Die Schnitzfigur hl. Michael entstand um 1700.

## Grabdenkmäler
Außen
- Ein Bruchstück eines römischen Reliefs mit einer männlichen Gestalt ist vermauert.